# West Bay (Dorset)
Pour les articles homonymes, voir West Bay.
West Bay, aussi connu sous le nom de Bridport Harbour, est une station balnéaire de la Côte Jurassique, dans le comté du Dorset, en Angleterre. Situé à l'embouchure du fleuve Brit et au sud de la ville de Bridport, ce village est notable pour sa falaise distinctive, l'East Cliff.
West Bay est l'un des lieux de tournage de la série télévisée Broadchurch.

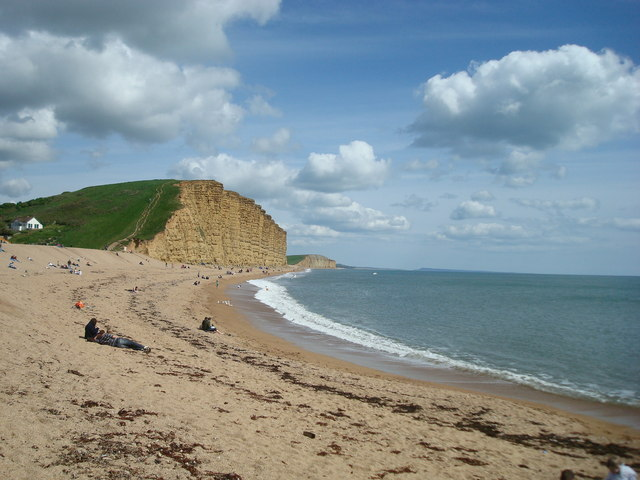
Plage de West Bay avec l'East Cliff.